# Mäkinenite
La mäkinenite è un minerale.